# Фінляндія на літніх Олімпійських іграх 2012
Фінляндія на літніх Олімпійських іграх 2012 була представлена 55 спортсменами в 13 видах спорту.

## Нагороди
| Медаль | Спортсмен                                  | Вид спорту       | Дисципліна              | Дата      |
| ------ | ------------------------------------------ | ---------------- | ----------------------- | --------- |
| Срібло | Туулі Петая                                | Вітрильний спорт | віндсерфінг, жінки      | 7 серпня  |
| Бронза | Сілья Канерва Сілья Лехтінен Мікаела Вулфф | Вітрильний спорт | Елліот 6м               | 11 серпня |
| Бронза | Антті Руусканен                            | Легка атлетика   | метання списа, чоловіки | 11 серпня |